# 歌唱用素材
歌唱用素材（日语：歌唱用素材（かしょうようそざい））是日本人所開發，將VOCALOID的初音未來、鏡音鈴、連、巡音流歌、MEIKO、KAITO等角色製作2D畫面的免費素材。

## 概要
本素材最主要的目的在於讓歌曲製作者將VOCALOID演唱的歌曲製作完成後可以配上VOCALOID進行演唱的畫面，進而製成VOCALOID歌曲影片，上傳至youtube或NICONICO動畫。本素材僅為靜態圖片，但可配合 Ripsync （页面存档备份，存于）、Lipsync （页面存档备份，存于） 等免費軟體，製作成對嘴唱歌的動畫。
本素材為中出現的VOCALOID角色皆為直立姿勢，四肢及身體亦不做任何動作。每個角色的PSD圖檔中都儲存有各種不同眼神以及嘴型的圖層，因此可以配合歌曲內容拼出不同的表情。
Ripsync、Lipsync目前是VOCALOID歌曲影片中除了MikuMikuDance之外較主要的VOCALOID影片製作軟體，屬於入門級。

## 作品舉例
- http://www.nicovideo.jp/watch/sm6096327 （页面存档备份，存于）：於2009年2月9日由上傳，巡音流歌、GACKPOID合唱英文歌 A Nightingale Sang In Berkeley Square，巡音流歌的素材經改造，可以配合英文歌曲對嘴。改造過的巡音流歌歌唱用素材可以在 Ripsync官網下載 （页面存档备份，存于）。
- http://www.nicovideo.jp/watch/sm3942821 （页面存档备份，存于）：最初於2007年9月15日由上傳，為最早期使用本素材的動畫之一，對嘴動畫為手動製作。後因的帳號一度刪除，於2008年7月13日重新上傳。
- http://www.nicovideo.jp/watch/sm1446936 （页面存档备份，存于）：2007年11月4日上傳，作者為台灣人，對嘴動畫為手動製作，部分表情為作者自行改造。
- http://www.nicovideo.jp/watch/sm3328248 （页面存档备份，存于）：2008年3月17日公開，鏡音鈴主唱，由Dios上傳。本曲後來被下田麻美翻唱，翻唱版收錄在專輯《Prism》中。
- http://www.nicovideo.jp/watch/sm3328248 （页面存档备份，存于）：2008年5月16日公開，鏡音鈴、連、MEIKO、KAITO、初音未來合唱Ievan Polkka，由megane110上傳。
- http://www.nicovideo.jp/watch/sm3667988 （页面存档备份，存于）：2008年6月15日由重新上傳。對嘴動畫使用RipSync軟體自動生成，特徵為嘴部對應A、I、U、E、O母音的時間非常精準，眼神部分為隨機變化。
- http://www.nicovideo.jp/watch/sm1942834 （页面存档备份，存于）：2008年1月4日由上傳，初音未來、鏡音鈴、連合唱。對嘴動畫使用軟體自動生成，同時手動配合歌曲進行調整眼部表情。

## 外部連結
- （日語）作者的網站：Q-ice.com